# Greczula

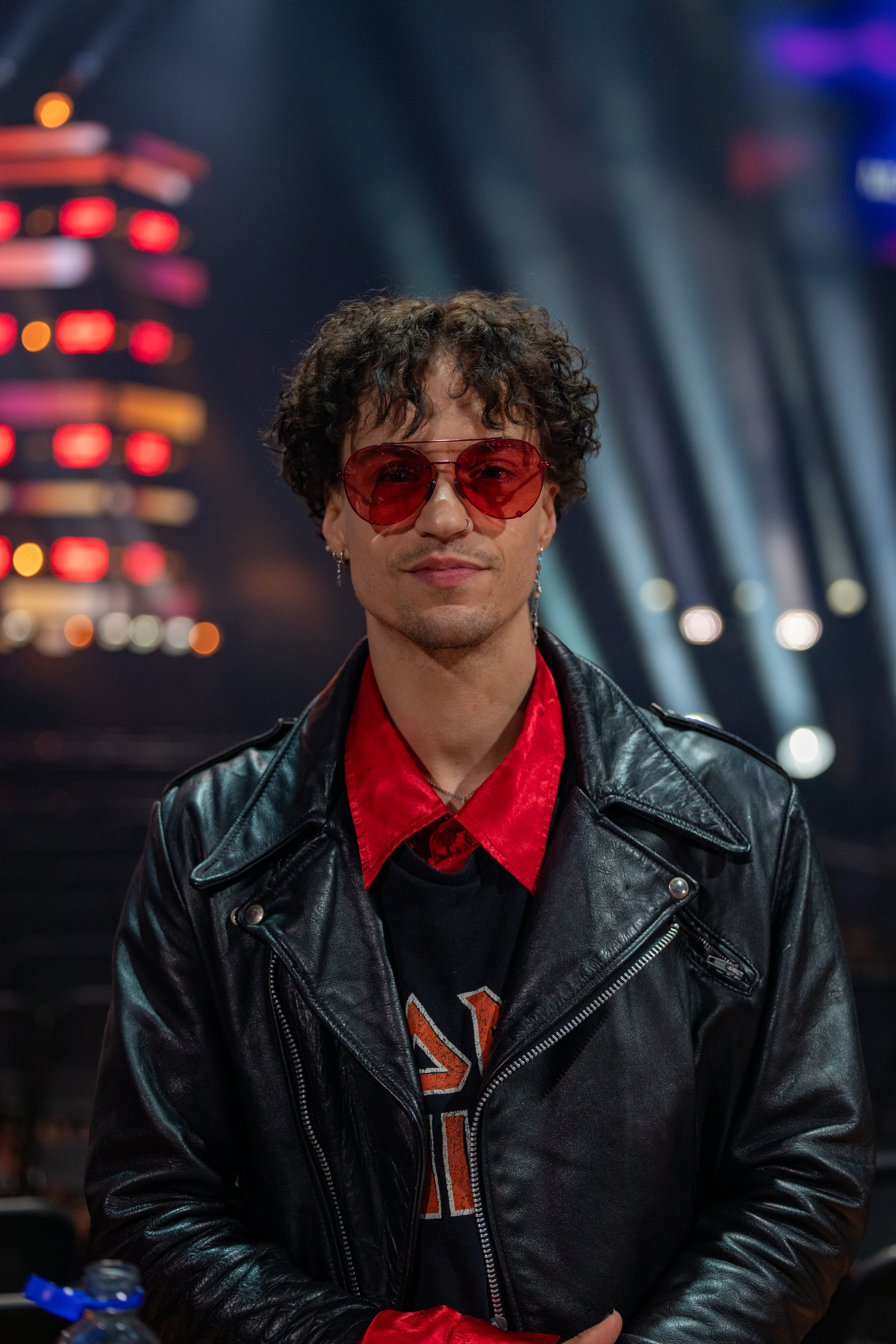
Greczula, 2025

Kristofer Niklas Greczula (* 27. Februar 1992 in Karlskrona) ist ein schwedischer Sänger. Er tritt unter dem Namen Greczula auf.

## Leben
Greczula kam in der Gemeinde Karlskrona, wo sein Vater als Tischtennisspieler aktiv war, zur Welt und wuchs in Falkenberg auf. Er hat einen ungarischen Großvater. In seiner Jugend spielte Greczula ebenfalls Tischtennis. Er trainierte mit der Jugendnationalmannschaft und gewann drei Titel bei schwedischen Jugendmeisterschaften. Er gab schließlich das Training auf und gründete mit Schulfreunden die Band Damn Delicious. Nach der Auflösung seiner ersten Band war Greczula bis 2015 Teil der Rockband The Felix.
Im Jahr 2017 begann er unter dem Namen Kristofer Greczula eigene Musik herauszugeben. Sein Solo-Debütalbum Live and Let Live kam im Jahr 2022 heraus. Im Jahr 2024 stieg er auf den Künstlernamen Greczula um. Beim Melodifestivalen 2025, dem schwedischen Vorentscheid für den Eurovision Song Contest, konnte er sich als Sieger im dritten Halbfinale mit seinem Lied Believe Me für das Finale qualifizieren. Dort belegte er den dritten Platz.

## Stil
Greczula selbst gibt David Bowie, Prince und Queen als seine musikalischen Inspiration an.

## Diskografie

### Alben
- 2022: Live and Let Live

### Singles
| Jahr | Titel        | Höchstplatzierung, Gesamtwochen, AuszeichnungChartsChartplatzierungen (Jahr, Titel, Platzierungen, Wochen, Auszeichnungen, Anmerkungen) | Anmerkungen                       |
| Jahr | Titel        | SE | Anmerkungen                       |
| ---- | ------------ | --- | --------------------------------- |
| 2025 | Believe Me – | SE5 (… Wo.)SE | Beitrag zum Melodifestivalen 2025 |

Weitere Lieder
- 2017: You’re Not Alone
- 2021: Leaving You for Another
- 2021: Change It
- 2021: Hold My Heart
- 2022: Something Outta Nothing (Blah Blah Blah)
- 2022: Hold Out
- 2022: Stronger